# LinuxDC++
Linux DC++ или linuxdcpp — клиент файлообменной сети Direct Connect для ОС Linux.
Является портированной версией популярного клиента для Microsoft Windows — DC++. По сравнению с ней портированная программа обладает меньшим количеством функций и возможностей. В качестве GUI-инструментария использован GTK+.
Linux DC++ на ядре 705 имеет многопоточное скачивание и является одним из самых популярных и стабильных DC-клиентов для linux.